# Chan Chan
Chan Chan là thành phố lớn nhất thời kỳ tiền Colombo tại Nam Mỹ. Hiện nay nó là một địa điểm khảo cổ nằm về phía tây Trujillo khoảng 5 kilômét (3,1 mi) thuộc vùng La Libertad của Peru.
Chan Chan nằm ở đầu thung lũng Moche là thủ đô của đế chế Chimor trong quá khứ từ năm từ năm 900 đến năm 1470, trước khi họ bị đánh bại và hợp nhất vào đế quốc Inca. Chimor phát triển từ Vương quốc Chimú tự thành lập dọc theo bờ biển Peru vào khoảng năm 1400 sau Công nguyên. Trong tiếng Chimú, Quingnam, Chan Chan có nghĩa là "Mặt trời Mặt trời", nó được đặt tên cho khí hậu nắng ấm quanh năm những vẫn được làm mát bởi làn gió đông nam.
Chan Chan nằm trong một khu vực đặc biệt khô cằn của sa mạc ven biển phía bắc Peru.  Do không có mưa ở khu vực này, nguồn nước chủ yếu phục vụ cho sinh hoạt ở Chan Chan là các con sông dòng chảy mặt từ Andes. Dòng chảy này cho phép kiểm soát đất và nước thông qua hệ thống thủy lợi.
Thành phố này có diện tích rộng 20 km ² với vùng đô thị dày đặc các công trình có diện tích 6 km ²  là nơi có ciudadelas xa hoa. Ciudadelas là những kiệt tác kiến trúc lớn, nơi đặt quảng trường, kho chứa và bệ chôn cất cho hoàng gia. Với 11 tòa thành và một số kim tự tháp cùng với những bức tường cao tới 8 mét được xây dựng vào khoảng năm 850, Chan Chan là thành phố bằng bùn lớn nhất thế giới. Nhiều cấu trúc ở đây được bảo quản tốt, nguyên vẹn như lúc ban đầu được xây dựng. Bên trong các tòa nhà chỉ phục vụ cho hoàng gia, còn dân thường chỉ được phép sinh sống bên ngoài. Sự hưng thịnh của nó kéo dài cho tới tận năm 1470 trước khi cuộc chinh phục của Đế chế Inca diễn ra. Đây cũng chính là thủ đô của vương quốc với khoảng 30.000 người dân sinh sống. Người đầu tiên tìm thấy tàn tích này chính là Francisco Pizarro.
Chan Chan được UNESCO công nhận là Di sản thế giới vào ngày 28 tháng 11 năm 1986 . Di sản này bị đe dọa nghiêm trọng trước những cơn bão xuất hiện từ hiện tượng El Niño hay những trận mưa, lũ lụt cùng với động đất, cướp bóc đã từng xảy ra trước đây tại thành phố.